# Ульяновская городская дума
Ульяновская Городская Дума — муниципальный орган представительной власти в Ульяновске. Состоит из 40 депутатов, избираемых гражданами на муниципальных выборах на срок 5 лет по мажоритарной избирательной системе. Статус и полномочия Думы определяются Уставом Ульяновска.

## История

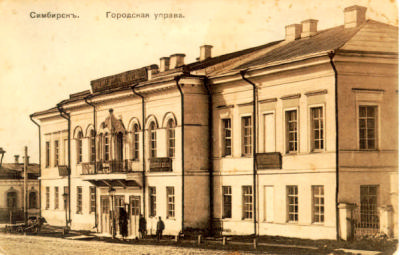
Здание Городской думы Симбирска.

Мемориальная доска на здании Городской управы Симбирска.

Сведения о самом первом созыве Симбирской городской думы появились в 1780 году, когда Симбирск (с 1924 г. — Ульяновск) стал губернским городом. В 1785 году выходит Грамота на права и выгоды городам, изданной императрицей Екатериной II. В соответствии с положениями Грамоты были учреждены Общая и Шестигласная думы. В 1799 году их деятельность была прекращена указом Павла I, затем возобновлена Александром I, который восстановил действие екатерининского городового положения. 
Во второй половине XIX века и начале XX века порядок выборов и деятельности городской думы стали определяться реформами Александра II — земская (1864 г.) и городская (1870 г.), которые имели цель осуществить децентрализацию управления и развить начала местного самоуправления в России. Организация городского самоуправления определялась «Городовым положением» от 16 июня 1870 года. Дума была распорядительным органом управления города, исполнительным — Городская Управа. Выборы в Симбирскую Городскую Думу нового образца начались с 29 декабря 1870 года и проходили в течение нескольких дней. Первое заседание состоялось 16 марта 1871 года. Первым городским головой, избранным по новому положению, стал Пётр Андреевич Егоров. В разное время гласными Симбирской Городской Думы были: И. В. Ишерский, Н. Я. Шатров, А. Д. Сачков, А. П. Кирпичников, С. М. Баратаев, Иоаким (Благовидов), Ф. О. Ливчак, М. А. Малиновский.
В Февральскую революцию городская дума ответила полной поддержкой Временного правительства. В условиях непрерывных массовых манифестаций дума принимала все меры к сохранению порядка. Но, с созданием Совета рабочих и солдатских депутатов, установилось двоевластие. 7 сентября 1917 года состоялись выборы в городскую думу. Последним председателем Симбирской городской думы был Николай Иванович Сахаров. После Октябрьской революции был взят курс на ликвидацию старых органов местного самоуправления. В феврале 1918 года Совет распустил городскую думу. Когда в июле власть в Симбирске перешла в руки КОМУЧа, вновь должны были состоятся выборы в возрожденную думу, но выборы не успели состояться, город вновь взяли красные. После освобождения Симбирска (12.09.1918 г.) комиссариат возобновил свою деятельность. В октябре 1918 года решением местных властей он был реорганизован в Симбирский городской Совет.

## Новое время
17 сентября 1996 г. Ульяновским областным Законодательным Собранием был принят соответствующий закон, а уже 22 декабря прошли выборы в Ульяновскую Городскую Думу.

### Ульяновская Городская Дума I созыва

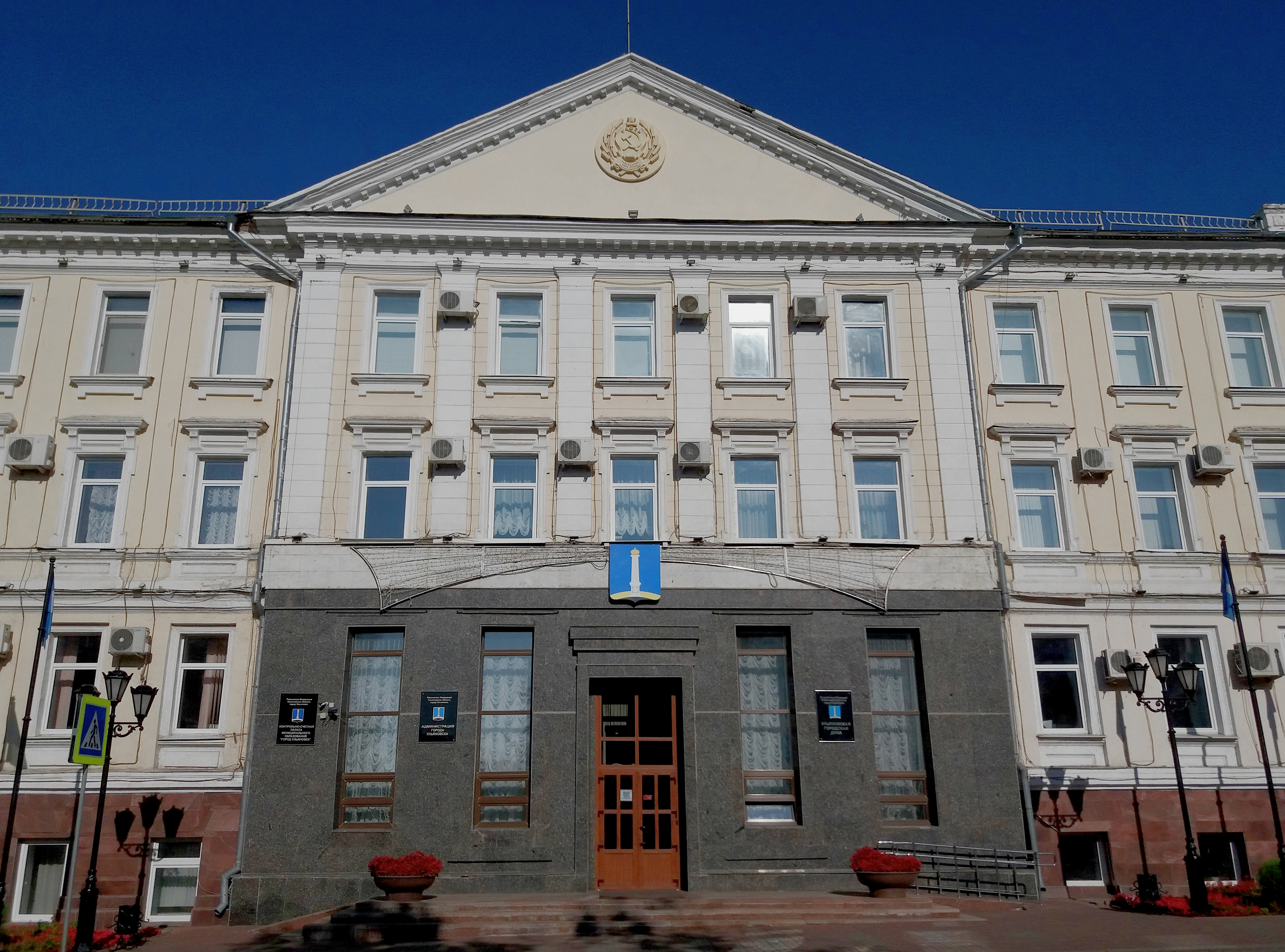
Здание администрации и гордумы города Ульяновска.

Городская Дума первого созыва была избрана 30 декабря 1996 года на основе всеобщего равного избирательного права при тайном голосовании сроком на четыре года в составе пятнадцати депутатов. 3 января 1997 г. состоялось её первое заседание. В 2000 году, после отставки нескольких депутатов, Городская Дума самороспустилась.

### Ульяновская Городская Дума II созыва
Выборы Думы II созыва были назначены на 10.12.2000 года, но состоялись только в двух округах. Повторные выборы проходили в течение нескольких месяцев. 26 марта 2001 года новая городская Дума собралась на первое заседание.

### Ульяновская Городская Дума III созыва
Выборы депутатов Ульяновской Городской Думы третьего созыва состоялись 6 февраля 2005 года. Выборы были назначены решением Ульяновской Городской Думы от 24 ноября 2004 года № 116 «О назначении муниципальных выборов депутатов Ульяновской Городской Думы третьего созыва».

### Ульяновская Городская Дума IV созыва
14 марта 2010 года состоялись выборы в Ульяновскую Городскую Думу IV созыва. Выборы проходили по 35 округам. Большинство народных избранников — от партии «Единая Россия». Председателем Городской Думы стал Василий Гвоздев. 8 декабря 2011 года в связи с досрочным прекращением полномочий главы города Ульяновска вступили в силу правовые нормы Устава МО «город Ульяновск». Согласно новой редакции Устава Глава города избирается из числа депутатов, обладает правом решающего голоса, осуществляет организацию деятельности Городской Думы и исполняет полномочия её председателя. 14 декабря на заседании Думы в результате тайного голосования единогласным решением депутатов Главой города избрана Марина Беспалова.

### Ульяновская Городская Дума V созыва
13 Сентября 2015 года состоялись выборы в Ульяновскую Городскую Думу V созыва. Выборы 30 депутатов проходили по одномандатным округам, 10 депутатов были избраны по партийным спискам. Большинство народных избранников — от партии «Единая Россия». Главой города, возглавляющим также Городскую Думу, стал Сергей Панчин. В мае 2018 года, в связи с досрочным прекращением полномочий Главы города Ульяновска — Сергея Панчина, вступили в силу правовые нормы Устава МО «город Ульяновск». Согласно новой редакции Устава Глава города избирается Городской Думой из числа кандидатов, представленных конкурсной комиссией и возглавляет городскую администрацию, а Думой руководит председатель Городской Думы, избираемый из числа депутатов. 18 июля 2018 года на заседании Думы в результате тайного голосования единогласным решением депутатов Председателем Городской Думы выбран Илья Ножечкин.

### Ульяновская Городская Дума VI созыва
13 сентября 2020 года в Единый день голосования определились с составом Городской Думы VI созыва. Большинство мест в городском парламенте заняли члены «Единой России». Представители этой партии получили 36 депутатских мандатов. Одним из депутатов Гордумы VI созыва стал выдвиженец партии «Коммунисты России». Победу на выборах также одержали три независимых кандидата (самовыдвиженца) .

## Полномочия думы
К исключительным полномочиям городской думы относятся:
- Принятие Устава муниципального образования «город Ульяновск», внесение в него изменений и дополнений[21][22].
- Утверждение бюджета муниципального образования.
- Установление, изменение и отмена местных налогов и сборов, а также установление льгот по указанным налогам и сборам.
- Принятие программ и планов социально-экономического развития муниципального образования, утверждение отчётов об их исполнении.
- Определение порядка управления и распоряжения имуществом, находящимся в муниципальной собственности.
- Определение порядка принятия решений о создании, реорганизации и ликвидации муниципальных предприятий и учреждений, а также об установлении тарифов на услуги муниципальных предприятий и учреждений.
- Определение порядка материально-технического и организационного обеспечения деятельности органов местного самоуправления муниципального образования.
- Осуществление контроля за исполнением органами и должностными лицами местного самоуправления полномочий по решению вопросов местного значения.
- Глава города избирается Городской Думой из числа кандидатов, представленных конкурсной комиссией и возглавляет городскую администрацию, а Думой руководит председатель Городской Думы, избираемый из числа депутатов[23].
- Присваивает звание «Почётный гражданин города Ульяновска»[24].

## Председатели
- Гвоздев Василий Анатольевич (1997—1998)[9].
- Баландин Александр Николаевич (1998—2000)[9].
- Мокевнин Игорь Александрович (2001—2004)[25].
- Гвоздев Василий Анатольевич (2004—2015)[26].
- Панчин Сергей Сергеевич (2015—5.2018)[27].
- Ножечкин Илья Владимирович (18.07.2018—н. в.)[28][29].

## Состав
Ульяновская Городская Дума состоит из 40 депутатов, избираемых на муниципальных выборах на основе всеобщего равного прямого избирательного права при тайном голосовании. Депутаты городской Думы избираются по одномандатным избирательным округам, образуемым на территории муниципального образования город Ульяновск, сроком на пять лет.
Депутат городской Думы осуществляет свои полномочия, как правило, на непостоянной основе. На постоянной основе могут работать не более 10 % от установленного настоящим Уставом количества депутатов городской Думы города Ульяновска. Осуществляющий свои полномочия на постоянной основе депутат городской Думы не вправе: заниматься предпринимательской деятельностью, участвовать в управлении коммерческой или некоммерческой организацией, входить в состав органов управления, попечительских или наблюдательных советов, иных органов иностранных некоммерческих неправительственных организаций.